# Johann Jakob Bethmann-Hollweg
Johann Jakob Hollweg (seit 1780: Bethmann-Hollweg; * 7. Januar 1748 in Frankfurt am Main; † 22. Januar 1808 ebenda) war ein deutscher Bankier und Geschäftsmann.

## Leben
Der Sohn des Frankfurter Kaufmanns Johann Abraham Hollweg (1698–1762) und seiner Frau Anna Elisabeth geb. Bengerath gründete 1774 gemeinsam mit Christian Friedrich Laué die Kattunhandlung Hollweg & Laué. 1780 heiratete er Susanne Elisabeth Bethmann (1763–1831), eine Tochter von Johann Philipp Bethmann, in dessen Bank er bereits Partner war.
Seit der Heirat führte er den Namen „Bethmann-Hollweg“. 1781 trat er als Teilhaber in das Bankhaus Gebrüder Bethmann ein.
Bethmann-Hollweg hatte vier Kinder:

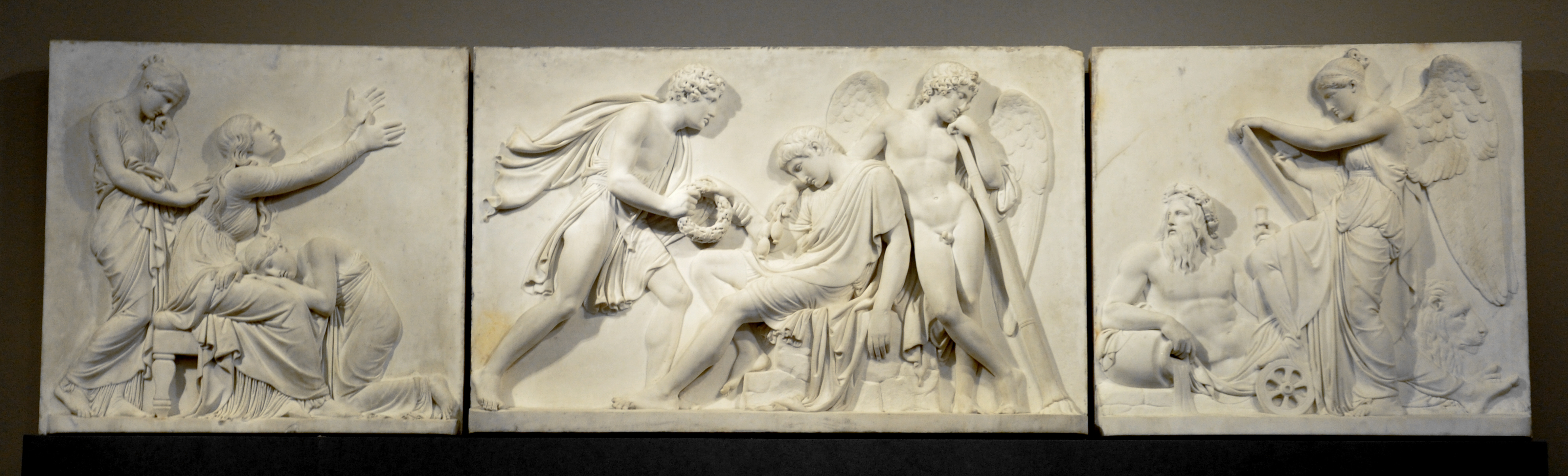
Bertel Thorvaldsen: Epitaph für Johann Philipp Bethmann-Hollweg (Liebieghaus Frankfurt)

1. Anna Elisabeth (1781–1850), heiratete 1801 Joachim Andreas Grunelius.
2. Johann Philipp (1791–1812), starb auf einer Bildungsreise in Florenz. Das von Bertel Thorvaldsen geschaffene dreiteilige Epitaph für Johann Philipp befindet sich heute im Liebieghaus.
3. Margarethe Luise (1793–1831), heiratete Johann Georg Konrad von Saint-George.
4. Moritz August (1795–1877), Jurist und preußischer Kultusminister. 1840 wurde er in den erblichen Adelsstand erhoben. Sein Enkel war der deutsche Reichskanzler Theobald von Bethmann Hollweg.

Bethmann-Hollweg bewohnte ein Stadthaus am Großen Hirschgraben, an dessen Nordseite zwischen dem Weißen Hirsch und dem Goethe-Haus gelegen. In seinem Haushalt beschäftigte er u. a. den Geographen Carl Ritter als Erzieher für seine beiden Söhne. Seine Schwiegersöhne traten als Teilhaber in die Bank ein.
Er besaß ein Landgut in Oberrad, das sogenannte Bassompierrsche Landhaus. Es fiel später an seinen Schwiegersohn Saint-George, der auf dem Gelände einen Landschaftsgarten durch den Frankfurter Stadtgärtner Sebastian Rinz gestalten ließ. Heute befindet sich hier die Philosophisch-Theologische Hochschule Sankt Georgen.
Bethmann-Hollweg liegt in der Familiengruft auf dem Hauptfriedhof in Frankfurt am Main begraben.